# Remigio di Reims
Remigio di Reims (Laon, 437 circa – Reims, 13 gennaio 533) è stato un arcivescovo e santo franco.
È venerato come santo dalla Chiesa cattolica. Egli fu consigliere e un referendario del re.

## Biografia
Nato probabilmente a Laon intorno all'anno 437, fu eletto arcivescovo di Reims all'età di 22 anni.
Riuscì, insieme a san Gildardo, a convertire il merovingio Clodoveo I, re dei Franchi, alla religione cristiana, con l'aiuto della sposa di quest'ultimo, Clotilde. Il re fu battezzato il 25 dicembre 496 nella Cattedrale di Reims. Disse Remigio a Clodoveo la notte di Natale del 496: «Piega il capo, fiero Sicambro: adora ciò che hai bruciato e brucia ciò che hai adorato».
La leggenda vuole che lo Spirito Santo o un angelo, sotto forma di colomba, portasse al vescovo la santa Ampolla contenente l'olio santo: la cattedrale di Reims divenne quindi il luogo per la consacrazione dei re di Francia successivi.
Remigio morì a Reims il 13 gennaio dell'anno 532 (secondo altre fonti 533). 
Fu sepolto nella piccola chiesa di San Cristoforo che divenne presto meta di pellegrinaggi, al punto che in breve tempo (già nel VI secolo) si costruì una chiesa più grande a lui intitolata per ospitare degnamente il corpo del santo e la santa Ampolla, che andò distrutta durante la rivoluzione francese nel 1793. La solenne traslazione del corpo avvenne il giorno 1º ottobre che rimase così per secoli il giorno della memoria liturgica di san Remigio. Fino agli anni settanta il primo ottobre era in Italia la data di inizio di tutte le scuole e i bambini di prima elementare erano detti "remigini". Attualmente la memoria liturgica è il 13 gennaio, anniversario della morte, mentre rimane al 1º ottobre nella messa tridentina.

## Chiese dedicate a san Remigio

### Italia
- Chiesa Parrocchiale di San Remigio, Fosdinovo (Massa e Carrara), ove sono presenti le reliquie del Santo portate ivi nel 1701 da Lucca, oltre che una statua risalente alla seconda metà del XIV secolo, un busto posto sulla sommità del portale d'ingresso e altri numerosissimi riferimenti al Santo francese.
- Chiesa di San Remigio, Carignano (Torino).
- Chiesa di San Remigio, Firenze.
- Duomo dei SS. Giovanni Battista e Remigio, Carignano (Torino).
- Chiesa di San Remigio, Cavasso Nuovo (Pordenone).
- Chiesa di San Remigio, Villadeati (Alessandria).
- Chiesa di San Remigio, Goido (Pavia).
- Oratorio di San Remigio, Verbania-Pallanza.
- Parrocchia di San Remigio, Colleverde, Guidonia Montecelio (Roma).
- Chiesa parrocchiale di San Remigio, Vione (Brescia).
- Parrocchia Assunzione di Maria Vergine e San Remigio, Arignano (Torino).
- Parrocchia di San Remigio, Saint-Rhémy (borgo di Saint-Rhémy-en-Bosses) (Valle d'Aosta).
- Parrocchia di San Remigio Vimodrone, (Milano).
- Chiesa dei Santi Ilario e Remigio, Figliaro, Beregazzo con Figliaro, (Como).
- Chiesa di San Remigio, Endine Gaiano (Bergamo). Nella parrocchia di Endine è conservata un'autentica reliquia del Santo Vescovo di Reims, così pure una statua lignea, che lo raffigura mentre battezza il re Clodoveo, risalente al 1867 e fatta realizzare come "ex voto" dalla popolazione.
- Chiesa San Remigio a Sedriano (Milano).
- Oratorio di San Remigio, Busto Garolfo (Milano).
- L'ex Abbazia di San Remigio di Parodi Ligure appartiene ad un antico insediamento benedettino a meno di 4 km da Gavi.
- Chiesa parrocchiale Santi Maria e Remigio, di Pecetto di Valenza (Alessandria).
- Eremo San Remigio a Sabbioneta (Mantova)- Via San Remigio, 43
- Chiesa di San Remigio XV secolo a Formia (Latina)

### Francia
- Basilica di San Remigio a Reims.

## Patrono
San Remigio è patrono di:
- Arignano (Torino)
- Carignano (Torino)
- Cavasso Nuovo (Pordenone)
- Fosdinovo (Massa e Carrara)
- Colleverde (Guidonia Montecelio)
- Saint-Rhémy borgo di Saint-Rhémy-en-Bosses (Valle d'Aosta)
- Sedriano (Milano)
- Villadeati (Alessandria)
- Pecetto di Valenza (Alessandria)
- Vimodrone (Milano)
- Vione (Brescia)